# Élections législatives de 1981 dans la Loire-Atlantique
Les élections législatives françaises de 1981 dans la Loire-Atlantique se déroulent les 14 et 21 juin 1981.
Si la droite locale recule de manière assez sensible – passant de 53,8 à 46,9 % –, le rapport de force politique évolue peu : le Parti socialiste enlève un seul siège, celui de Nantes ville (1re), au RPR et voit ses trois députés sortants réélus, soit le même nombre d'élus que la droite unie sous la bannière de l'Union pour la nouvelle majorité.

## Élus
| Circonscription | Député sortant                                 | Parti | Parti    | Député élu ou réélu             | Parti | Parti    |
| --------------- | ---------------------------------------------- | ----- | -------- | ------------------------------- | ----- | -------- |
| 1re             | Dominique Pervenche suppléant d'Alexandre Bolo |       | RPR      | Jean Natiez                     |       | PS       |
| 2e              | Alain Chénard                                  |       | PS       | Alain Chénard                   |       | PS       |
| 3e              | François Autain                                |       | PS       | François Autain                 |       | PS       |
| 4e              | Joseph-Henri Maujoüan du Gasset                |       | UDF (PR) | Joseph-Henri Maujoüan du Gasset |       | UDF (PR) |
| 5e              | Xavier Hunault                                 |       | app. UDF | Xavier Hunault                  |       | app. UDF |
| 6e              | Claude Évin                                    |       | PS       | Claude Évin                     |       | PS       |
| 7e              | Olivier Guichard                               |       | RPR      | Olivier Guichard                |       | RPR      |
| 8e              | Lucien Richard                                 |       | RPR      | Lucien Richard                  |       | RPR      |

## Positionnement des partis
Le Parti socialiste et le Parti communiste français, sous l'appellation « majorité d'union de la gauche », se présentent dans les huit circonscriptions du département. Les socialistes investissent Jean Natiez, les députés sortants Alain Chénard, maire de Nantes et conseiller général du canton de Nantes-VI, et François Autain, maire de Bouguenais et secrétaire d'État chargé de la sécurité sociale du gouvernement Mauroy, Maurice Thareau, adjoint au maire et conseiller général du canton de Varades, Henri Baron, Claude Évin, adjoint au maire de Saint-Nazaire et député sortant, André Tinière, conseiller municipal de La Baule-Escoublac et Camille Durand, maire de Saint-Jean-de-Boiseau, tandis que les communistes soutiennent Claude Poperen, Michel Moreau, adjoint au maire de Nantes et conseiller général du canton de Nantes-V, Jean-Yves Coupel, conseiller régional, Joëlle Le Hérissé, Michel Le Déan, Maurice Rocher, Pierre Le Berche, maire de Batz-sur-Mer et Huguette Chauvet. Quant au Mouvement des radicaux de gauche, qui s'inscrit dans la majorité présidentielle, il est représenté par Yves-Marie Floch et Gaston Cauchie dans les circonscriptions de Nantes - Saint-Herblain (2e) et Paimbœuf - Pornic (8e).
Réunie dans l'Union pour la nouvelle majorité (UNM), la majorité sortante présente elle aussi des candidats dans l'ensemble des circonscriptions, dont les cinq députés sortants Dominique Pervenche (RPR, 1re), Joseph-Henri Maujoüan du Gasset (UDF-PR, 4e), Xavier Hunault (UDF, 5e), Olivier Guichard (RPR, 7e) et Lucien Richard (RPR, 8e). Dans les trois circonscriptions détenues par le PS, l'UNM investit Jean-Pierre Bazin et Pierre Cueille (Nantes - Saint-Herblain), le conseiller général du canton de Nantes-III Benoît Macquet (Nantes - Rezé - Bouguenais) et Monique Simon (Saint-Nazaire). Les jobertistes du Mouvement des démocrates sont quant à eux représentés par Suzanne Offret dans la circonscription de Nantes ville.
Enfin, le Parti socialiste unifié se présente dans six circonscriptions sous l'étiquette « Alternative 81 », les écologistes d'« Aujourd'hui l'écologie » (proches de l'ex-candidat à la présidentielle Brice Lalonde) ont des candidats dans les 7e et 8e circonscription et l'Union démocratique bretonne (UDB) soutient Patrick Pellen (2e), Jean-Louis Jossique (4e) et Jacques Lhéritier (6e). L'extrême gauche est quant à elle présente dans cinq circonscriptions sur huit : dans le détail, on compte 3 candidats LO, 1 LCR, 1 PCR, 1 OCT et 1 CCA. En ce qui concerne le Parti des forces nouvelles (PFN, extrême droite), il soutient Yves Brandeho dans la 1re circonscription.

## Résultats

### Résultats à l'échelle du département
| Parti          | Parti                              | Premier tour | Premier tour | Second tour | Second tour | Sièges |
| Parti          | Parti                              | Voix         | %            | Voix        | %           | Sièges |
| -------------- | ---------------------------------- | ------------ | ------------ | ----------- | ----------- | ------ |
|                | Parti socialiste                   | 186 798      | 41,74        | 63 706      | 54,06       | 4      |
|                | Parti communiste français          | 31 626       | 7,07         |             |             | 0      |
|                | Mouvement des radicaux de gauche   | 2 189        | 0,49         | 0           |             |        |
|                | Majorité présidentielle            | 220 613      | 49,29        | 63 706      | 54,06       | 4      |
|                |                                    |              |              |             |             |        |
|                | Rassemblement pour la République   | 121 015      | 27,04        | 54 137      | 45,94       | 2      |
|                | Union pour la démocratie française | 87 713       | 19,60        |             |             | 2      |
|                | Union pour la nouvelle majorité    | 208 728      | 46,64        | 54 137      | 45,94       | 4      |
|                |                                    |              |              |             |             |        |
|                | Parti socialiste unifié            | 8 477        | 1,89         |             |             | 0      |
|                | Divers écologiste                  | 3 063        | 0,68         | 0           |             |        |
|                | Union démocratique bretonne        | 2 848        | 0,64         | 0           |             |        |
|                | Lutte ouvrière                     | 1 690        | 0,37         | 0           |             |        |
|                | Extrême gauche dont LCR et PCR-OCT | 997          | 0,22         | 0           |             |        |
|                | Mouvement des démocrates           | 815          | 0,18         | 0           |             |        |
|                | Extrême droite                     | 332          | 0,07         | 0           |             |        |
|                |                                    |              |              |             |             |        |
| Inscrits       | Inscrits                           | 652 569      | 100,00       | 171 860     | 100,00      | 8      |
| Abstentions    | Abstentions                        | 199 213      | 30,53        | 52 641      | 30,63       |        |
| Votants        | Votants                            | 453 356      | 69,47        | 119 219     | 69,37       |        |
| Blancs et nuls | Blancs et nuls                     | 5 793        | 1,28         | 1 376       | 1,15        |        |
| Exprimés       | Exprimés                           | 447 563      | 98,72        | 117 843     | 98,85       |        |

### Résultats par circonscription

#### Première circonscription (Nantes-Ville)
| Candidat       | Candidat                    | Parti          | Premier tour | Premier tour | Second tour | Second tour |  |
| Candidat       | Candidat                    | Parti          | Voix         | %            | Voix        | %           |  |
| -------------- | --------------------------- | -------------- | ------------ | ------------ | ----------- | ----------- |  |
|                | Dominique Pervenche sortant | RPR (UNM)      | 27 793       | 46,17        | 31 357      | 48,12       |  |
|                | Jean Natiez élu             | PS             | 23 952       | 39,79        | 33 806      | 51,88       |  |
|                | Claude Poperen              | PCF            | 4 887        | 8,12         |             |             |  |
|                | Marie-Françoise Gonin       | PSU            | 1 955        | 3,25         |             |             |  |
|                | Suzanne Offret              | MDD            | 815          | 1,35         |             |             |  |
|                | Gérard Nicol                | LCR            | 368          | 0,61         |             |             |  |
|                | Jean-Louis Chausset         | CCA            | 248          | 0,41         |             |             |  |
|                | Yves Brandeho               | PFN            | 178          | 0,29         |             |             |  |
|                |                             |                |              |              |             |             |  |
| Inscrits       | Inscrits                    | Inscrits       | 94 185       | 100,00       | 94 185      | 100,00      |  |
| Abstentions    | Abstentions                 | Abstentions    | 33 368       | 35,43        | 28 354      | 30,1        |  |
| Votants        | Votants                     | Votants        | 60 817       | 64,57        | 65 831      | 69,9        |  |
| Blancs et nuls | Blancs et nuls              | Blancs et nuls | 621          | 1,02         | 668         | 1,01        |  |
| Exprimés       | Exprimés                    | Exprimés       | 60 196       | 98,98        | 65 163      | 98,99       |  |

#### Deuxième circonscription (Nantes - Saint-Herblain)
| Candidat       | Candidat                    | Parti          | Premier tour | Premier tour | Second tour | Second tour |  |
| Candidat       | Candidat                    | Parti          | Voix         | %            | Voix        | %           |  |
| -------------- | --------------------------- | -------------- | ------------ | ------------ | ----------- | ----------- |  |
|                | Alain Chénard sortant réélu | PS             | 21 631       | 43,46        | 29 900      | 56,76       |  |
|                | Jean-Pierre Bazin           | RPR (UNM)      | 13 667       | 27,46        | 22 780      | 43,24       |  |
|                | Pierre Cueille              | UDF (Rad)      | 7 120        | 14,31        |             |             |  |
|                | Michel Moreau               | PCF            | 4 751        | 9,55         |             |             |  |
|                | Yves-Marie Floch            | MRG            | 899          | 1,80         |             |             |  |
|                | Jean Brizais                | PSU            | 687          | 1,38         |             |             |  |
|                | Patrick Pellen              | UDB            | 478          | 0,96         |             |             |  |
|                | Josette Chauvet             | LO             | 364          | 0,73         |             |             |  |
|                | Pierre Jourdain             | UOPDP          | 170          | 0,34         |             |             |  |
|                |                             |                |              |              |             |             |  |
| Inscrits       | Inscrits                    | Inscrits       | 77 675       | 100,00       | 77 675      | 100,00      |  |
| Abstentions    | Abstentions                 | Abstentions    | 27 471       | 35,37        | 24 287      | 31,27       |  |
| Votants        | Votants                     | Votants        | 50 204       | 64,63        | 53 388      | 68,73       |  |
| Blancs et nuls | Blancs et nuls              | Blancs et nuls | 437          | 0,87         | 708         | 1,33        |  |
| Exprimés       | Exprimés                    | Exprimés       | 49 767       | 99,13        | 52 680      | 98,67       |  |

#### Troisième circonscription (Nantes - Rezé - Bouguenais)
|                | François Autain sortant réélu | PS             | 30 344 | 51,47  |  |  |  |
|                | Benoît Macquet                | RPR (UNM)      | 23 865 | 40,48  |  |  |  |
|                | Jean-Yves Coupel              | PCF            | 3 737  | 6,34   |  |  |  |
|                | Joachim Lebot                 | PSU            | 801    | 1,36   |  |  |  |
|                | Dominique Jaunas              | UOPDP          | 211    | 0,36   |  |  |  |
|                |                               |                |        |        |  |  |  |
| Inscrits       | Inscrits                      | Inscrits       | 85 833 | 100,00 |  |  |  |
| Abstentions    | Abstentions                   | Abstentions    | 26 246 | 30,58  |  |  |  |
| Votants        | Votants                       | Votants        | 59 587 | 69,42  |  |  |  |
| Blancs et nuls | Blancs et nuls                | Blancs et nuls | 629    | 1,06   |  |  |  |
| Exprimés       | Exprimés                      | Exprimés       | 58 958 | 98,94  |  |  |  |

#### Quatrième circonscription (Ancenis - Orvault - Clisson)
|                | Joseph-Henri Maujoüan du Gasset sortant réélu | UDF (PR)       | 41 917  | 54,42  |  |  |  |
|                | Maurice Thareau                               | PS             | 28 497  | 36,99  |  |  |  |
|                | Joëlle Le Hérissé                             | PCF            | 3 537   | 4,59   |  |  |  |
|                | Patrick Cotrel                                | PSU            | 1 624   | 2,11   |  |  |  |
|                | Jean-Louis Jossique                           | UDB            | 1 453   | 1,88   |  |  |  |
|                |                                               |                |         |        |  |  |  |
| Inscrits       | Inscrits                                      | Inscrits       | 108 679 | 100,00 |  |  |  |
| Abstentions    | Abstentions                                   | Abstentions    | 30 496  | 28,06  |  |  |  |
| Votants        | Votants                                       | Votants        | 78 183  | 71,94  |  |  |  |
| Blancs et nuls | Blancs et nuls                                | Blancs et nuls | 1 155   | 1,48   |  |  |  |
| Exprimés       | Exprimés                                      | Exprimés       | 77 028  | 98,52  |  |  |  |

#### Cinquième circonscription (Châteaubriant)
|                | Xavier Hunault sortant réélu | UDF (PR)       | 21 485 | 52,25  |  |  |  |
|                | Maurice Thareau              | PS             | 15 982 | 38,87  |  |  |  |
|                | Joëlle Le Hérissé            | PSU            | 1 916  | 4,66   |  |  |  |
|                | Patrick Cotrel               | PCF            | 1 733  | 4,21   |  |  |  |
|                |                              |                |        |        |  |  |  |
| Inscrits       | Inscrits                     | Inscrits       | 55 876 | 100,00 |  |  |  |
| Abstentions    | Abstentions                  | Abstentions    | 13 983 | 25,03  |  |  |  |
| Votants        | Votants                      | Votants        | 41 893 | 74,97  |  |  |  |
| Blancs et nuls | Blancs et nuls               | Blancs et nuls | 777    | 1,85   |  |  |  |
| Exprimés       | Exprimés                     | Exprimés       | 41 116 | 98,15  |  |  |  |

#### Sixième circonscription (Saint-Nazaire)
|                | Claude Évin sortant réélu | PS             | 31 715  | 53,19  |  |  |  |
|                | Monique Simon             | UDF (CDS)      | 17 191  | 28,83  |  |  |  |
|                | Maurice Rocher            | PCF            | 7 342   | 12,31  |  |  |  |
|                | Pierre Gilbert            | PSU            | 1 494   | 2,50   |  |  |  |
|                | Jacques Lhéritier         | UDB            | 917     | 1,54   |  |  |  |
|                | Étienne Cherblanc         | LO             | 814     | 1,36   |  |  |  |
|                | Hervé Cadet               | FN             | 154     | 0,26   |  |  |  |
|                |                           |                |         |        |  |  |  |
| Inscrits       | Inscrits                  | Inscrits       | 918 023 | 100,00 |  |  |  |
| Abstentions    | Abstentions               | Abstentions    | 857 374 | 93,39  |  |  |  |
| Votants        | Votants                   | Votants        | 60 649  | 6,61   |  |  |  |
| Blancs et nuls | Blancs et nuls            | Blancs et nuls | 1 022   | 1,69   |  |  |  |
| Exprimés       | Exprimés                  | Exprimés       | 59 627  | 98,31  |  |  |  |

#### Septième circonscription (Guérande - La Baule - Pontchâteau)
|                | Olivier Guichard sortant réélu | RPR (UNM)      | 24 846 | 51,39  |  |  |  |
|                | André Tinière                  | PS             | 18 680 | 38,64  |  |  |  |
|                | Pierre Le Berche               | PCF            | 2 731  | 5,65   |  |  |  |
|                | Joël Motreff                   | MÉP            | 1 580  | 3,27   |  |  |  |
|                | Marie-France Belin             | LO             | 512    | 1,06   |  |  |  |
|                |                                |                |        |        |  |  |  |
| Inscrits       | Inscrits                       | Inscrits       | 66 004 | 100,00 |  |  |  |
| Abstentions    | Abstentions                    | Abstentions    | 17 208 | 26,07  |  |  |  |
| Votants        | Votants                        | Votants        | 48 796 | 73,93  |  |  |  |
| Blancs et nuls | Blancs et nuls                 | Blancs et nuls | 447    | 0,92   |  |  |  |
| Exprimés       | Exprimés                       | Exprimés       | 48 349 | 99,08  |  |  |  |

#### Huitième circonscription (Paimbœuf - Pornic)
|                | Lucien Richard sortant réélu | RPR (UNM)      | 30 844 | 58,73  |  |  |  |
|                | Camille Durand               | PS             | 15 997 | 30,46  |  |  |  |
|                | Huguette Chauvet             | PCF            | 2 908  | 5,54   |  |  |  |
|                | Bernard Nectoux              | MÉP            | 1 483  | 2,82   |  |  |  |
|                | Gaston Cauchie               | MRG            | 1 290  | 2,46   |  |  |  |
|                |                              |                |        |        |  |  |  |
| Inscrits       | Inscrits                     | Inscrits       | 72 514 | 100,00 |  |  |  |
| Abstentions    | Abstentions                  | Abstentions    | 19 287 | 26,6   |  |  |  |
| Votants        | Votants                      | Votants        | 53 227 | 73,4   |  |  |  |
| Blancs et nuls | Blancs et nuls               | Blancs et nuls | 705    | 1,32   |  |  |  |
| Exprimés       | Exprimés                     | Exprimés       | 52 522 | 98,68  |  |  |  |

## Rappel des résultats départementaux des élections de 1978

### Élus en 1978
| Circ.            | Élu(e) | Élu(e) | Élu(e)                            | Élu(e)     | Élu(e)     | Battu(e) (seconde place) | Battu(e) (seconde place) | Battu(e) (seconde place) | Battu(e) (seconde place) | Battu(e) (seconde place) |
| Circ.            | Parti  | Parti  | Nom                               | % Exprimés | % Exprimés | Parti                    | Parti                    | Nom                      | % Exprimés               | % Exprimés               |
| Circ.            | Parti  | Parti  | Nom                               | 1er tour   | 2e tour    | Parti                    | Parti                    | Nom                      | 1er tour                 | 2e tour                  |
| ---------------- | ------ | ------ | --------------------------------- | ---------- | ---------- | ------------------------ | ------------------------ | ------------------------ | ------------------------ | ------------------------ |
| 1re              |        | RPR    | Alexandre Bolo *                  | 26,91      | 52,93      |                          | PS                       | Guy Goureaux             | 23,80                    | 47,07                    |
| 2e               |        | PS     | Alain Chénard                     | 26,62      | 51,02      |                          | RPR                      | Jean-Claude Ferré        | 29,23                    | 48,98                    |
| 3e               |        | PS     | François Autain                   | 33,36      | 51,00      |                          | RPR                      | Benoît Macquet *         | 33,14                    | 49,00                    |
| 4e               |        | UDF-PR | Joseph-Henri Maujoüan du Gasset * | 40,82      | 64,04      |                          | PS                       | Jean Natiez              | 21,19                    | 35,96                    |
| 5e               |        | DVD    | Xavier Hunault *                  | 54,44      |            |                          | PS                       | Martine Buron            | 23,04                    |                          |
| 6e               |        | PS     | Claude Évin                       | 29,71      | 58,10      |                          | RPR                      | Étienne Garnier          | 28,07                    | 41,90                    |
| 7e               |        | RPR    | Olivier Guichard *                | 52,37      |            |                          | PS                       | André Tinière            | 26,95                    |                          |
| 8e               |        | RPR    | Lucien Richard *                  | 48,52      | 67,54      |                          | PS                       | Alain Verger             | 18,14                    | 32,46                    |
| * Député sortant |        |        |                                   |            |            |                          |                          |                          |                          |                          |

#### Remarques
1re circonscription : Loïc Le Masne, candidat UDF arrivé troisième, se retire.
2e circonscription : le député démocrate socialiste sortant Christian Chauvel, arrivé en cinquième position et ne recueillant que 6,52 %, ne peut se maintenir.
4e circonscription : troisième au premier tour, Hugues Aubry (RPR) retire sa candidature.
6e circonscription : le candidat communiste Maurice Rocher, troisième, se désiste en faveur du socialiste Claude Évin.